# Gratentour
Gratentour is een gemeente in het Franse departement Haute-Garonne (regio Occitanie). De plaats maakt deel uit van het arrondissement Toulouse. Gratentour telde op 1 januari 2022 4.926 inwoners.

## Geografie
De oppervlakte van Gratentour bedroeg op 1 januari 2022 4,09 vierkante kilometer; de bevolkingsdichtheid was toen 1.204,4 inwoners per km².

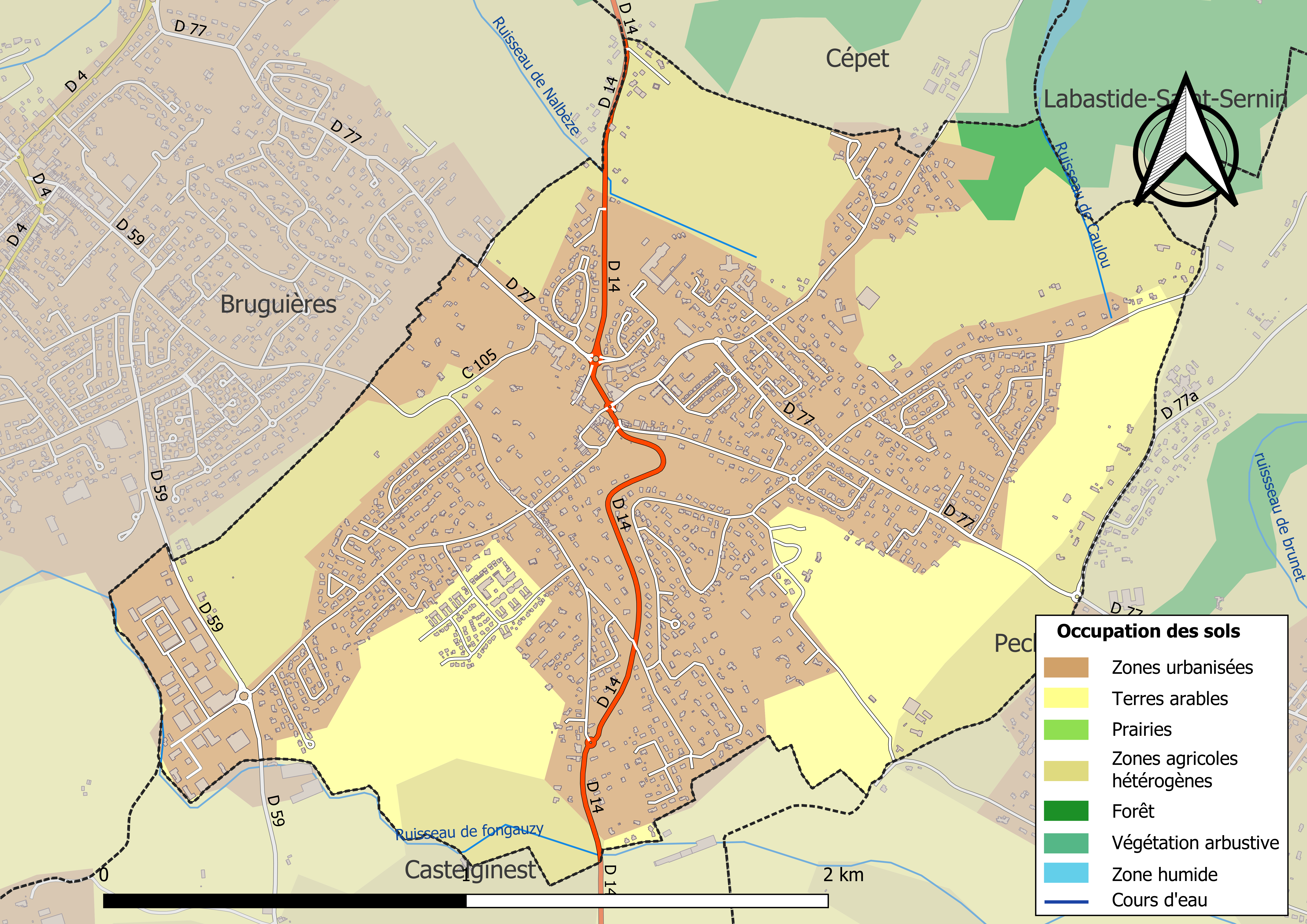
Kaart van de gemeente met belangrijkste infrastructuur, bodemgebruik en omliggende gemeenten

## Demografie
Onderstaande figuur toont het verloop van het inwonertal (bron: INSEE-tellingen).